# علم الأجسام الطائرة مجهولة الهوية
دراسة الصحون أو الأجسام الطائرة أو علم الأجسام الطائرة المجهولة أو  اليوفولوجي (بالإنجليزية: Ufology)‏ هي مجموعة من المواضيع المبهمة والغامضة في مجال الأطباق الطائرة (UFOs) والأنشطة المقترنة بها. وتخضع قصص الأطباق الطائرة إلى العديد من التحقيقات على مر السنين من قبل الحكومات والجماعات المستقلة والعلماء. والاسم مشتق من يو إف أو (UFO) (جسم غامض طائر)، والاسم اللاحق لوجاي (logy)، التي تأتي من اللغة اليونانية λογία (logiā).

## التسمية
تُوجد عدة تسميات لهذا العلم، وتتضمن:
- علم الأجسام الطائرة مجهولة الهوية[6]
- علم الأجسام الطائرة غير المعروفة
- علم الأجسام الطائرة الغريبة
- علم الأجسام الطائرة مجهولة المصدر

## الخلفية التاريخية

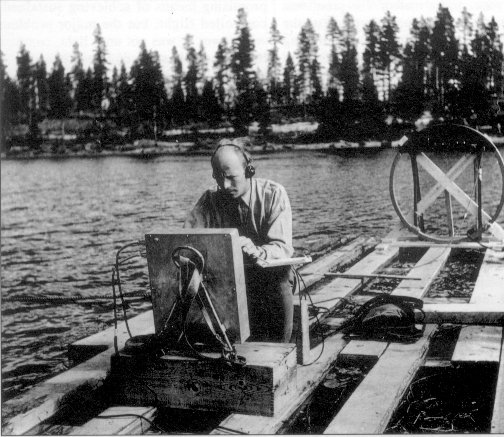
ضابط في القوات الجوية السويدية يبحث عن «صاروخ شبح» في بحيرة شيلميارف، نُرلَند، السويد، يوليو 1946.

إن قصص الأطباق الطائرة الحديثة (يو إف أو) لها ثلاثة جذور يمكن تتبعها: في أواخر القرن التاسع عشر «المركبات الطائرة الغامضة»  التي كتب عنها في صحف الولايات المتحدة الغربية، واعلن عن «مقاتلات فو» من قبل جنود للحلفاء أثناء الحرب العالمية الثانية، ورؤية كينيث آرنولد «لطبق طائر»  بجوار جبل رينيه  في واشنطن  بتاريخ 24 يونيو 1947. حُصرت البلاغات عن الأطباق الطائرة بين «موجة الطائرات العظيمة» ورؤية آرنولد في عدد قليل مقارنة بفترة ما قبل الحرب: من الحالات الجديرة بالذكر، بلاغات عن «مقاتلات شبحية» في أوروبا وأمريكا الشمالية خلال الثلاثينيات وعدد من البلاغات حول «صواريخ أشباح» في إسكندنافيا (غالبًا السويد) من مايو إلى ديسمبر 1946. وكانت الضجة الإعلامية في أواخر عقد الأربعينيات وأوائل عقد الخمسينيات التي تبعت رؤية كينيث آرنولد، وقد جلبت مفهوم الأطباق الطائرة إلى المشاهد العام.
وبزيادة انشغال العامة بالأطباق الطائرة، جنبًا إلى جنب مع عدد من الرؤى المبلغة، بدأ الجيش الأمريكي في ملاحظة الظاهرة. وتزامن الاهتمام الواسع بالأطباق الطائرة، في حقبة ما قبل الحرب، مع تصعيد الحرب الباردة والحرب الكورية. وقد دفعت هذة الظاهرة الجيش الأمريكي إلى القلق من أن تكون خلف هذة الرؤى مركبات طائرة تابعة للاتحاد السوفيتي، ربما تطورت عن طريق تكنولوجيا ألمانية مسروقة. وإذا كان هذا صحيح، فالمركبات التي تُرى كانت إذًا مهمة للأمن القومي. وبحاجة إلى تحقيق نظامي. ومع ذلك، وبحلول عام 1952، بدأ الاهتمام الحكومي الأمريكي بالأطباق الطائرة يخبو، بوصول مشاريع القوات الجوية الأمريكية (USAF)، ساين (Sign) وجردج (Grudge)، جنبًا إلى جنب مع جمعية سي آي أيه (وكالة المخابرات المركزية)، فريق روبرتسون والتي تشير إلى أن تقارير الأطباق الطائرة لا تمثل خطرًا مباشرًا على الأمن القومي. وانتهت الأبحاث الرسمية في أمر الأطباق الطائرة للحكومة بنشر تقرير جمعية كوندون  في 1969، التي توصلت إلى أن دراسة الأطباق الطائرة في الواحد والعشرين سنة الماضية حققت القليل، هذا إن كانت قد حققت شئ أصلاً، وإن استكمال الدراسة المكثفة للأطباق الطائرة لا مبرر لها. ونصحت أيضًا بإنهاء وحدة (مشروع الكتاب الأزرق) التابعة للقوات الجوية الأمريكية الخاصة.
وبإنهاء الحكومة الأمريكية الدراسة الرسمية لرؤى الأطباق الطائرة، أصبح الأمر كذلك لمعظم حكومات العالم. ومن الاستثناءات الجديرة بالذكر هي فرنسا، التي مازالت تحافظ على مجموعة بحث ومعلومات ظاهرة المركبات الفضائية المجهولة (GEIPAN)، المعروفة سابقًا باسم GEPAN (1977–1988) وSEPRA (1988–2004)، وهي وحدة تعمل تحت قيادة وكالة الفضاء الفرنسية سي إن إي إس (CNES) (المركز الوطني للدراسات الفضائية). خلال الحرب الباردة، وكان لكل الحكومات البريطانية، الكندية، الدنماركية،  الإيطالية، والسويدية تقارير مجمعة حول رؤى الأطباق الطائرة. وتوقفت وزارة الدفاع البريطانية عن قبول أي تقارير من هذا النوع بدءًا من 2010.